# Volksgasmaske

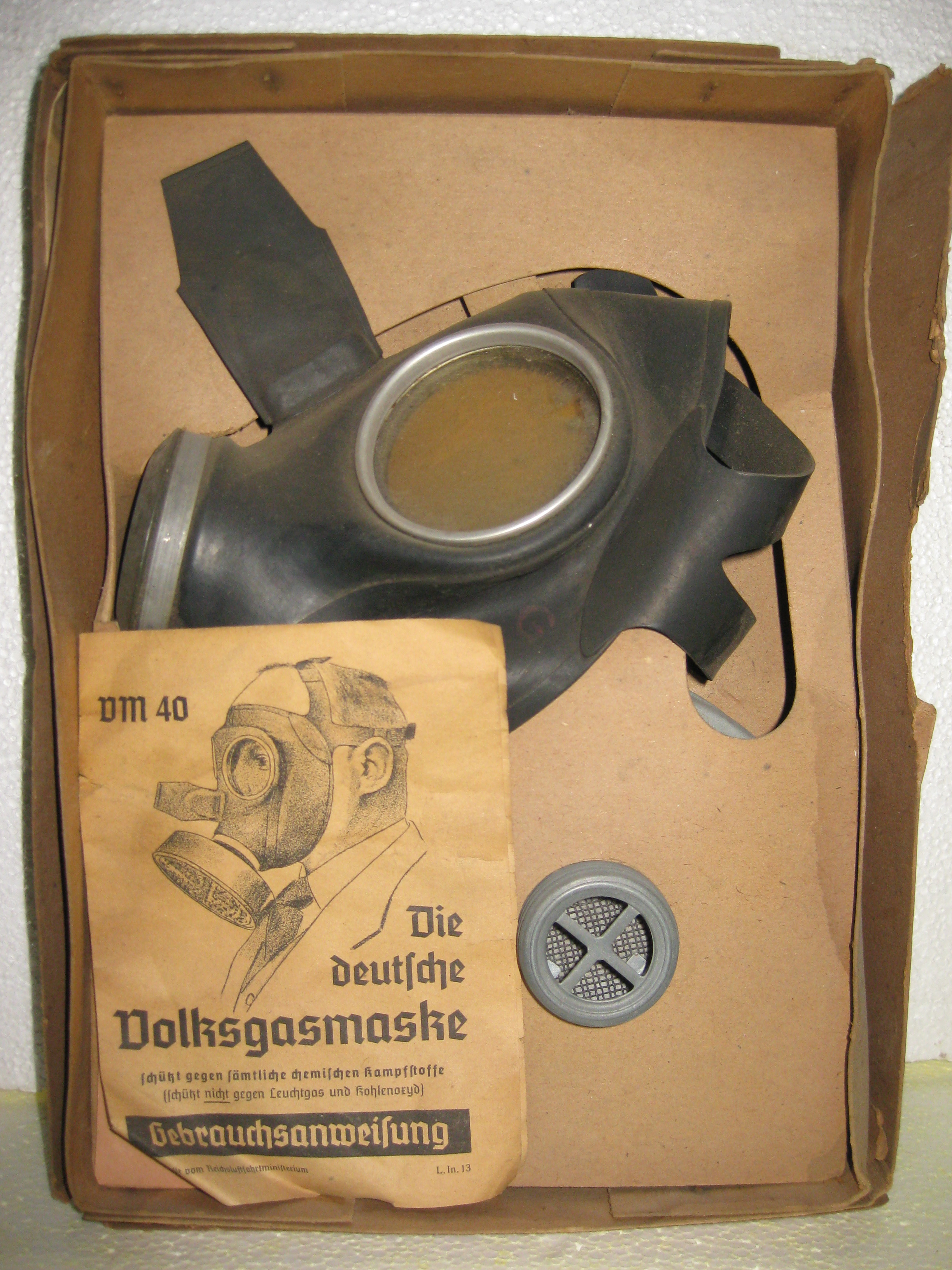
Volksgasmaske M40, original amb la seva caixa i instruccions.

La Volksgasmaske era la "careta antigàs del poble", era una careta antigàs civil, per a protegir la població dels atacs amb armes químiques a l'alemanya nazi, durant la Segona Guerra Mundial. Eren menys potents que les caretes militars, perquè només podien protegia la portador durant uns 20 minuts, temps suficient per a sortir de la zona afectada pel gas, i es produïen perquè eren més barates i fàcils de produir que les militars.
Tenia un filtre de 20mm, el qual era el responsable que la duració fos inferior a les mascares militars, ja que la majoria d'aquestes posseïen un filtre de 40mm.
Es va començar a produir cap a 1937, i es varen produir uns 45 milions d'aquestes caretes, quasi totes repartides als civils alemanys.